# Jožica Maučec Zakotnik
Jožica Maučec Zakotnik (rojena Maučec), slovenska zdravnica in političarka, * 1955.
Začela je kot družinska zdravnica, v zgodnjih 90. letih pa je prek CINDI vstopila na področje javnega zdravstva.

## Študij in kariera
Diplomirala je na Medicinski fakulteti v Ljubljani. Ima specializacijo iz družinske medicine z vključenim dvosemestrskim podiplomskim študijem iz javnega zdravja/socialne medicine.
Bila je zdravnica v Zdravstvenem domu Vič in domu starejših občanov na Bokalcih. Ob delu v slednjem je opravila podiplomski študij iz gerontologije in se izpopolnjevala v gerontološki bolnišnici v Trnovem.
Med letoma 1991 in 1998 je sodelovala v programu Svetovne zdravstvene organizacije Countrywide Integrated Noncommunicable Disease Intervention (CINDI). Od leta 1998 je bila programska direktorica CINDI Slovenija.
Bila je državna sekretarka na Ministrstvu za zdravje v 6. in 7. (med 8. decembrom 2000 in 3. decembrom 2004; minister Dušan Keber) ter 12. Vladi RS (od maja 2017 do septembra 2018; ministrica Milojka Kolar Celarc).
V decembru 2004 jo je vlada imenovala za v. d. generalne direktorice za javno zdravje na Ministrstvu za zdravje.
Od leta 2005 do leta 2009 je v Zdravstvenem domu Ljubljana kot programska direktorica CINDI Slovenija oblikovala Državni program presejanja in zgodnjega odkrivanja predrakavih sprememb in raka debelega črevesa in danke, program Svit, ki ga je tudi vodila.
Od leta 2010 je bila predstojnica Centra za upravljanje programov preventive in krepitve zdravja na Nacionalnem inštitutu za javno zdravje.
Priprave na oblikovanje programa Svit so se začele leta 2006, nacionalno izvajanje pa se je začelo aprila 2009. Kot zgled so služile Normandija, Finska in Italija.

## Zasebno
Odraščala je v vasi Gančani pri Beltincih. Ima brata. Njen oče je bil sodar, ki je umrl pri 65-ih. Svojo mamo je opisala kot ljubečo gospodinjo.
Poročena je z onkologom Brankom Zakotnikom, s katerim ima sina in hčer. Spoznala sta se leta 1974, v drugem letniku študija. Poročila sta se leta 1978.
Zase meni, da se relativno zdravo prehranjuje in ne kadi ter da ji zaradi obveznosti primanjkuje časa za več gibanja in spanja. Leta 2012 je v svojo rutino vključila meditacijo dvakrat na dan.

## Nagrade in priznanja
- 2011: Ona 365
- 2019: Medalja za zasluge pri vzpostavitvi in vodenju programa zgodnjega odkrivanja predrakavih sprememb in raka na debelem črevesu in danki (programa Svit)[8]
- 2020: Ona desetletja[3]